# Нишча (језеро)
Нишча (рус. Нища) слатководно је језеро ледничког порекла смештено у јужном делу Себешког рејона на југозападу Псковске области у Русији. Из језера отиче река Нишча (десна притока Дрисе) преко које је оно повезано са басеном реке Западне Двине и Балтичким морем.
Акваторија језера обухвата површину од око 8,24 км² (824 хектара), а на површини језера се налазе и мања острва укупне површине око 0,13 км². Максимална дубина језера је до 7 метара, односно просечна од око 3 метра.
На обали језера лежи село Бојариново.